# Людвік Інлендер
Людвік Інлендер (пол. Ludwik Inlender (Inlaender); 1849 — 31 серпня 1900, Львів) — громадський та політичний діяч, журналіст у Галичині. Старший брат Адольфа Інлендера.

## Життєпис
Закінчив Львівський університет. Наприкінці 1870-х років вів соціалістичну пропаганду в робітничих гуртках самоосвіти у Львові. Разом з Іваном Франком та Михайлом Павликом брав участь у видавництві польського часопису «Praca» («Праця»). Входив до соціалістичного комітету, створеного із співробітників цієї газети. У 1879 році цей комітет перетворився на редакційний комітет часопису «Praca» і став центром керівницта робітничим рухом. Під впливом праць Карла Маркса та Фрідріха Енгельса, він разом з І. Франком та Б. Червенським 1879 року склав першу в Галичині партійну програму, яку було видано 1881 року у Женеві під назвою «Програма галицьких соціалістів». Брав активну участь у літературному житті, фінансово допомагав письменникам видавати їхні твори; саме завдяки такій його підтримці побачила світ новела І. Франка «На дні». Опублікував рецензію на перший том поезій Марії Конопницької у варшавському журналі «Світ».